# Hôtellerie de Sainte-Catherine
L'hôtellerie de Sainte-Catherine est situé à Tours, au 64 rue Losserand. Le monument fait l’objet d’une inscription au titre des monuments historiques depuis 1948.